# Егоркин, Валентин Андреевич
Валентин Андреевич Егоркин (1928, Рязанский округ — не ранее 1989, предп. Донецк) — токарь Донецкого машиностроительного завода имени Ленинского комсомола Украины Министерства тяжёлого, энергетического и транспортного машиностроения СССР, Украинская ССР. Герой Социалистического Труда (1974).

## Биография
Родился в 1928 году в одном населённых пунктов Рязанского округа Московской области. Трудовую деятельность начал осенью 1943 года после освобождения Донбасса от немецко-фашистской оккупации на Сталинском машиностроительном заводе, куда приехал вместе со своим отцом из Московской области. Первое время трудился учеником токаря. В последующие годы, освоив рабочую специальность, стал показывать высокие результаты. За выдающиеся трудовые результаты по итогам работы в годы Восьмой пятилетки (1966—1970) награждён Орденом Ленина.
Досрочно выполнил личные социалистические обязательства и плановые задания третьего года Девятая пятилетка (1971—1975). Указом Президиума Верховного Совета СССР от 3 января 1974 года удостоен звания Героя Социалистического Труда за «выдающиеся успехи в выполнении и перевыполнении планов 1973 года и принятых социалистических обязательств» с вручением ордена Ленина и золотой медали «Серп и Молот» (№ 13501).
Избирался депутатом Донецкого городского Совета депутатов трудящихся.
После выхода на пенсию проживал в Донецке. С 1989 года — персональный пенсионер союзного значения. Дата смерти не установлена.
Награды
- Герой Социалистического Труда
- Орден Ленина — дважды (05.04.1971; 1974)